# لوهیا
لوهیا (سوئدی: Lojo) یکی از شهرهای فنلاند است.

## نگارخانه

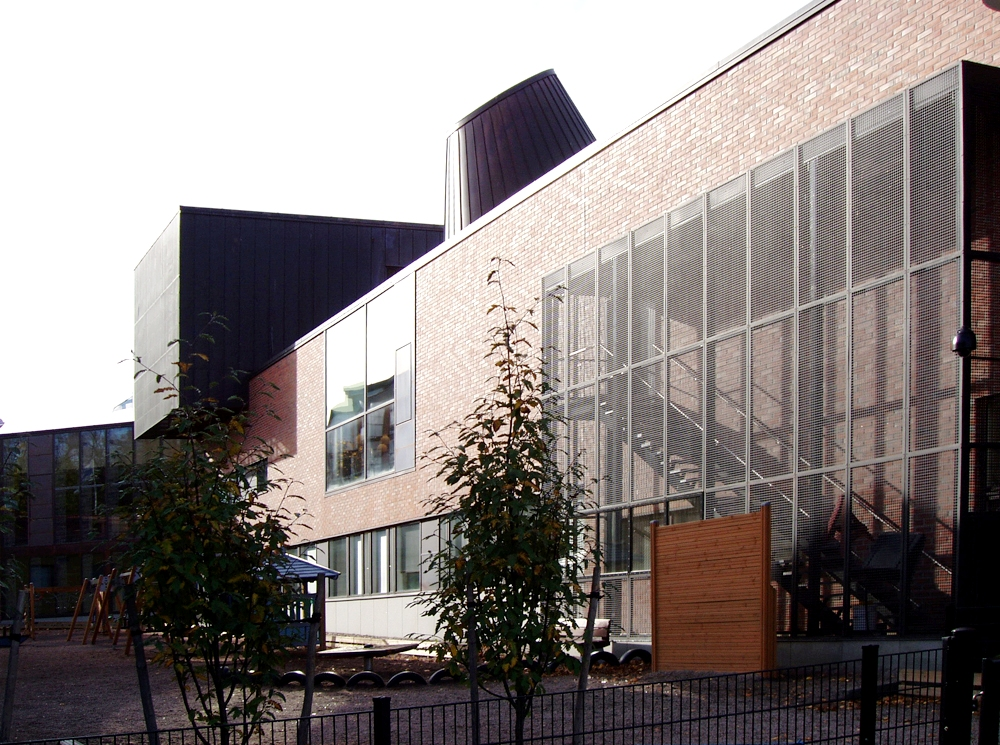
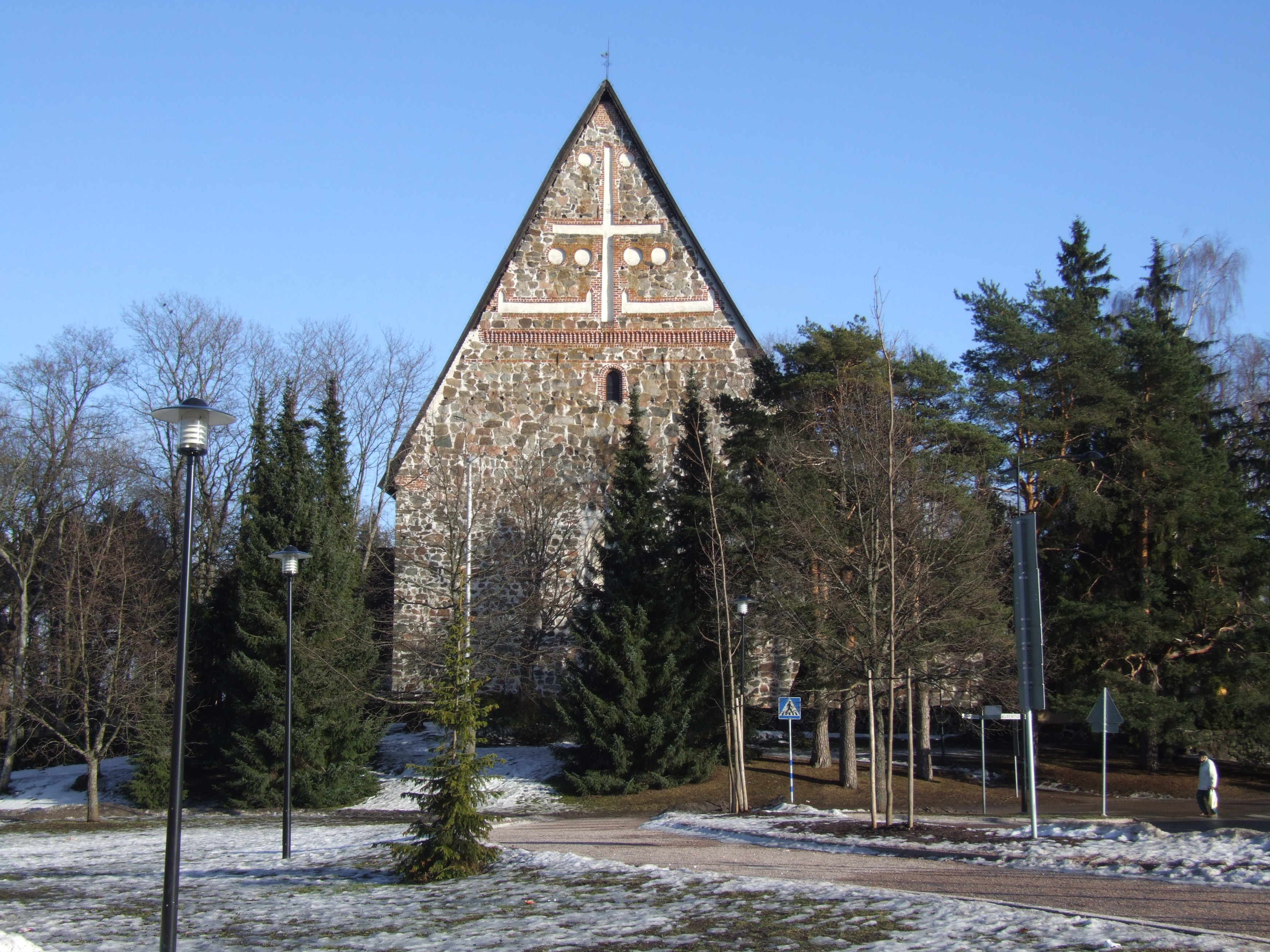